# Landivisiau
 Landivisiau  (en bretón Landivizio) es una población y comuna francesa, situada en la región de Bretaña, departamento de Finisterre, en el distrito de Morlaix y cantón de Landivisiau.

## Demografía
| 5583 | 6174 | 7605 | 7964 | 8254 | 8751 |
| Para los censos de 1962 a 1999 la población legal corresponde a la población sin duplicidades (Fuente: INSEE [Consultar]) |      |      |      |      |      |

## Historia

### Etimología y orígenes
Landivisiau viene del bretón "lann" que significa "ermita", y de San Thivisiau . El origen de Landivisiau estaría por lo tanto, en un establecimiento monástico de la Alta Edad Media, habiendo siendo hasta la Revolución Francesa una simple trève, es decir, una subdivisión del territorio, dependiente de la parroquia de Plougourvest.

## Monumentos y lugares de interés
- La fuente de Saint-Thivisiau
- La chapelle Sainte-Anne.

Situada originalmente en el centro de Landivisiau, esta capilla formaba parte del conjunto monumental de la iglesia de Landivisiau hasta que en 1858, a causa de una reorganización urbanística, se decide su traslado piedra por piedra al nuevo cementerio, lugar en el que permanecerá hasta el presente.
Aunque ninguna fecha de construcción este escrita sobre la capilla, podemos suponer, gracias a su estilo e iconografía renacentista, que esta fue construida a principios del siglo XVII.
Si bien su planta es muy simple, sobre su fachada encontramos todo tipo de elementos decorativos. Estos elementos, influenciados por el estilo de los grandes arquitectos que en esta época construían por toda Francia palacios y edificios para la realeza , fueron copiados por los arquitectos locales, llevando a todos los rincones de Francia las últimas tendencias artísticas.
En Bretaña en general, y en este edificio en concreto, la utilización del granito dará un plus de originalidad a la arquitectura y a los elementos ornamentales que en ella se incluyen.

## Figuras vinculadas a la ciudad
- Bagad Landi
- Xavier Grall, poeta, escritor y periodista Breton